# Zeugophora abnormis
Zeugophora abnormis is een keversoort uit de familie halstandhaantjes (Megalopodidae). De wetenschappelijke naam van de soort werd in 1850 gepubliceerd door John Lawrence LeConte.